# Стинко, Джефф
Жан-Франсуа (Джефф) Стинко (фр. Jean-François "Jeff" Stinco, род. 22 августа 1975 года) — франкоканадский музыкант, который более известен, как гитарист поп-панк-группы Simple Plan. Он получил прозвище Джефф, потому что многие его друзья плохо говорили на французском и им было трудно произносить Жан-Франсуа, они называли его  'JF', что привело к Джефф.

## Детство
Джефф учился в районе Пьерфон, Квебек вместе с Пьером Бувье, Себастьяном Лефебр, Чаком Комо. Джефф учился играть на гитаре в течение 10 лет в консерватории. Он так же принимал участие в концертах.
Джефф единственный в группе Simple Plan, кто учился профессионально играть на гитаре.

## Фильмография
| Год  | Название                              | Роль                | Примечание |
| ---- | ------------------------------------- | ------------------- | ---------- |
|      | Что новенького, Скуби-Ду?             | Самого себя (голос) | 1 серия    |
| 2003 | The New Tom Green Show                |                     | 1 серия    |
| 2003 | Simple Plan: A Big Package for You    | Самого себя         |            |
| 2004 | Мгновения Нью-Йорка                   | Самого себя         |            |
| 2004 | Simple Plan: Still Not Getting Any... | Самого себя         |            |
| 2004 | Punk Rock Holocaust                   | Самого себя         |            |
| 2005 | Otro rollo con: Adal Ramones          | aka Otro rollo      | 1 серия    |
| 2005 | Simple Plan: MTV Hard Rock Live       | Самого себя         |            |
| 2007 | Нитро                                 | Вини                |            |
| 2008 | Simple Plan: Simple Plan              | Самого себя         |            |